# Piercia altilis
Piercia altilis är en fjärilsart som beskrevs av Louis Beethoven Prout 1935. Piercia altilis ingår i släktet Piercia och familjen mätare. Inga underarter finns listade i Catalogue of Life.